# Choniognathus
Choniognathus is een geslacht van kreeftachtigen uit de klasse van de Malacostraca (hogere kreeftachtigen).

## Soorten
- Choniognathus elegans (Stebbing, 1921)
- Choniognathus granulosus (Baker, 1906)
- Choniognathus reini (Balss, 1924)
- Choniognathus verhoeffei (Balss, 1929)